# インフレリスク
インフレリスクとは、物価の上昇（インフレーション）により、お金の価値が下がってしまうリスクのこと。対義語に継続的に物価が下落するデフレリスクがある。
インフレリスクが最も大きいのは当然ながら現金である。物価が上昇するということは、お金の価値が下がっていることと等しい。預金の場合、物価上昇に見合うだけの利子が得られないと、やはり損をしたことになる。そのため、長期間の定期預金も比較的リスクを伴う。それと比較して株式や貴金属への投資はインフレリスクが小さいと言われている。株式は物価上昇に伴い上がる事が多いと言われており、貴金属に関しては物価の指標のひとつである。
逆に、物価が下がれば（デフレーション）お金の価値が上がることになり、現金を持っていると得をする。預貯金も当然得をすることになる。